# 罗阿尔·拉森
罗阿尔·拉森（挪威語：Roald Larsen，1898年2月1日—1959年7月28日），挪威男子速度滑冰运动员。他曾代表挪威在冬季奥运会速度滑冰比赛中获得2枚银牌和4枚铜牌。他于1936年结束运动生涯。